# 耶尔瓦
耶尔瓦是爱沙尼亚耶爾瓦縣的一个乡村型市镇。行政中心为耶爾瓦亞尼。市镇面积为1223平方公里，人口数量为8,828人（2021年）。

## 行政管理
2017年爱沙尼亚行政改革后，耶尔瓦县东部7个市镇（阿爾布、安布拉、伊馬韋雷、耶爾瓦亞尼、卡雷達、科埃魯和科伊吉）合并为耶尔瓦市镇。
新的市镇包括一个城镇、5个小镇和100个村庄。